# 澤田育子
澤田 育子（さわだ いくこ、1973年5月19日 - ）は、日本の女優。劇団拙者ムニエルに所属。所属事務所はナイロビ→オフィスPSC。身長161cm。体重47kg。東京都出身。早稲田大学卒業。趣味は小説執筆。

## 出演

### テレビドラマ
- 映の彼方
- こちら本池上署（2002年、TBS）
- 恋は戦い!（2003年、テレビ朝日）
- 最後の弁護人 第2話（2003年1月22日、日本テレビ）
- オレンジデイズ 第6話（2004年5月16日、TBS）
- セクシーボイスアンドロボ 第10話（2007年6月12日、日本テレビ） - 信太陽子 役
- ケータイ刑事 銭形命 第5話「売れないモデルの悲劇!〜恋とオシャレと男のコ殺人事件」（2009年8月1日、BS-TBS） - 井村麗子 役
- 深夜食堂 第5話「バターライス」（2009年11月17日、毎日放送 / 11月12日、TBS） - フランス料理店のマネージャー 役
- ドラマ10 芸能社（2010年、NHKワンセグ2） - 美田村美里 役
- 多摩南署たたき上げ刑事・近松丙吉 第9作「見知らぬ死体」（2012年、テレビ東京） - インストラクター 役
- ガールズトーク〜十人のシスターたち〜 第4話 - 第6話（2012年10月9日、テレビ朝日） - 美佐 役
- 明日、ママがいない 第3話（2014年1月29日、日本テレビ） - 吉田弓枝 役
- 相棒 Season13 第2話（2014年10月22日、テレビ朝日）
- 赤と黒のゲキジョー「前科ありの女たち」（2014年11月28日、フジテレビ）
- 学校のカイダン 第6話（2015年2月14日、日本テレビ） - 伊吹雅美 役
- コールドケース 〜真実の扉〜 第6話（2016年11月26日、WOWOW） − 森田雅一の孫娘
- 恋愛ドラマな恋がしたい（2018年5月26日 - 7月28日、AbemaTV） - 演技指導
  - 恋愛ドラマな恋がしたい2（2018年12月1日 - 2019年2月16日）
  - 恋愛ドラマな恋がしたい3（2019年5月1日 - 7月27日）
  - 恋愛ドラマな恋がしたい〜kiss to survine〜（2019年8月11日 - 10月26日）
  - 恋愛ドラマな恋がしたい〜Bang Ban Love〜（2020年1月15日 - 4月11日）
  - 恋愛ドラマな恋がしたい〜Kiss On The Bed〜（2020年9月26日 - 12月12日）
  - 恋愛ドラマな恋がしたい〜KISS or kiss〜（2021年5月1日 - 7月17日）
  - 恋愛ドラマな恋がしたい〜Kissing the tears away〜（2021年10月30日 - 2022年1月16日）
  - 恋愛ドラマな恋がしたい～Kiss me like a princess～（2022年5月15日 - ）
- いつか、眠りにつく日（2019年7月15日 - 8月19日、フジテレビ） - 蛍母 役
- ギルティ〜この恋は罪ですか?〜（2020年4月2日 - 8月7日、読売テレビ） - 斉藤編集長 役
- シェフは名探偵 第3話（2021年6月28日、テレビ東京） - 羽田野鈴子 役
- 緊急取調室 第4シリーズ 第1話・第2話（2021年7月8日・15日、テレビ朝日） - 三木 役

### テレビバラエティ
- スパルタンMX（2013年、TOKYO MX） - スパルたんの声
- 演劇人は、夜な夜な、下北の街で呑み明かす…（BSスカパー、2016年5月18日及び2016年5月25日）

### 映画
- サノバビッチ☆サブ〜青春グッバイ〜（2000年） - アイ役
- 近未来蟹工船レプリカントジョー（2002年）
- 二番目の彼女（2004年） - あやめ役
- Short cakes
- 東京残酷警察（2008年）
- ブタがいた教室（2008年）

### 舞台
- シャッフル
- 銭は君
- HYPER DX寿姫
- 私が書くからあんたが演り!
- 君、生きてる意味を知りたがることなかれ!
- 迎春迎賓館夫人
- 祝・絶望
- る・ひまわり「桜の森の満開の下」（2012年7月13日 - 16日、スパイラルホール）
- ライ王のテラス（2016年3月、赤坂ACTシアター）[1]
- ドラえもん のび太とアニマル惑星（2017年3月26日 - 4月2日、東京・サンシャイン劇場 / 4月7日 - 9日、福岡・キャナルシティ劇場 / 4月14日 - 4月16日、愛知・刈谷市総合文化センター 大ホール / 4月21日 - 23日、宮城・多賀城市民会館 / 4月29日・30日、大阪・森ノ宮ピロティホール） - のび太のママ 役[2]
- good morning N°5 ～祝・10周年記念公演～「豪雪」（2017年9月14日 - 25日、東京都 駅前劇場） - 脚本・演出・出演[3]
- good morning N°5「2019年浅草九劇大賞受賞後初作品！～祝・結成13周年記念公演!!～『ただやるだけ』」（2020年11月19日12月23日、シアター711） - 作・演出・出演[4]
- 『笑ゥせぇるすまん』THE STAGE（2021年3月26日 - 4月11日、品川プリンスホテル ステラボール）[5]
- good morning N°5「異常以上ゴミ未満、又は名もなき君へ」（2021年11月25日 - 12月12日、小劇場B1） - 作・演出・出演[6]
- コンテンポラリー演劇 無風ズ 第一話[7]
  - 銭ゲバァ！60分～蒲田風～（2021年12月21日 - 26日、ギャラリー南製作所）
  - 銭ゲバァ！60分～北九州風～（2021年12月28日・29日、スタヂオタンガ）
- good morning N°5「執着の泡」（2025年7月17日 - 30日〈予定〉、下北沢ザ・スズナリ） - 作・演出・出演[8]

### CM
- ダイナム
- ニッセイ
- 江崎グリコ「cheeza」OL篇